# Гавайская чёрная акула
Гавайская чёрная акула, или гавайская колючая акула (лат. Etmopterus villosus) — вид рода чёрных колючих акул семейства Etmopteridae отряда катранообразных. Распространён в центрально-восточной части Тихого океана/ Обитает на глубине до 1610 м. Максимальный зарегистрированный размер 46 см. Тело коренастое, тёмно-коричневого или черноватого цвета, нижняя сторона немного темнее верхней. У основания обоих спинных плавников имеются шипы. Анальный плавник отсутствует. Эти акулы размножаются яйцеживорождением. Коммерческой ценности не представляют.

## Таксономия
Впервые вид был описан в 1905 году. Голотип представляет собой самца длиной 17 см, пойманного в 1902 году на Гавайских островах на глубине 406—910 м. Видовой эпитет происходит от слова лат. villosus — «косматый», «ворсистый»

## Ареал
Гавайские чёрные акулы обитают в восточно-центральной части Тихого океана у Гавайских островов. Эти акулы встречаются у дна на островном склоне на глубинах от 280 до 1610 м.

## Описание
Максимальный зарегистрированный размер 46 см. Тело коренастое с коротким хвостом. Расстояние от начала основания брюшных плавников до воображаемой вертикали, проведённой через основание нижней лопасти хвостового плавника, равно расстоянию между кончиком рыла и брызгальцами, чуть менее чем в 1,5 раза превышает дистанцию между основаниями грудных и брюшных плавников и составляет 0,8 расстояния между спинными плавниками. У голотипа расстояние между основаниями грудных и брюшных плавников невелико и примерно равно преджаберному расстоянию. Расстояние от кончика рыла до шипа у основания первого спинного плавника примерно равно расстоянию между этим шипом и основанием верхней лопасти хвостового плавника. Ширина головы в 1,2 раза больше расстояния от кончика рыла до рта. Расстояние от кончика рыла до брызгалец в 1,5 раза больше дистанции между брызгальцами и основаниями грудных плавников. Жаберные щели довольно длинные, шире брызгалец и составляют 1/4 длины глаз. Верхние зубы оснащены менее чем 3 парами зубцов. Основание первого спинного плавника начинается на уровне воображаемой вертикальной линии, проведённой за задним краем грудных плавников. Основание первого спинного плавника расположено ближе к грудным плавникам. Расстояние между спинными плавниками небольшое и примерно равно расстоянию от кончика рыла до брызгалец. Нижние зубы в форме лезвия имеют одно остриё и сцеплены между собой.
Узкие овальные глаза вытянуты по горизонтали. Позади глаз имеются крошечные брызгальца. Ноздри размещены на кончике рыла. У основания обоих спинных плавников расположены шипы. Второй спинной плавник и шип намного крупнее первых. Грудные плавники маленькие и закруглённые. Верхняя лопасть хвостового плавника удлинена. Кожа покрыта узкими плакоидными чешуйками в виде загнутых крючков, образующих продольные ряды. Окраска тёмно-коричневого или черноватого цвета, нижняя сторона тела и головы немного темнее. Над брюшными плавниками имеются неясные чёрные отметины.

## Биология
Подобно прочим чёрным колючим акулам гавайские чёрные акулы размножаются яйцеживорождением, эмбрионы развиваются в матке матери и питаются желтком

## Взаимодействие с человеком
Вид не имеет коммерческой ценности. Международный союз охраны природы присвоил этому виду статус сохранности «Вызывающий наименьшие опасения».